# Rodolfo Martín Campero
Rodolfo Martín Campero (San Miguel de Tucumán, 8 de agosto de 1948) es un académico, escritor y político argentino. Fue Rector de la Universidad Nacional de Tucumán en dos oportunidades y un dirigente destacado de la Unión Cívica Radical tucumana.

## Biografía
Rodolfo Martín Campero nació en la ciudad San Miguel de Tucumán el 8 de agosto de 1948. Perteneciente a una tradicional familia tucumana con históricos lazos con el norte argentino y Bolivia, y con la U.C.R. en particular. Al igual que su primo, Ricardo Campero, otro dirigente connotado del Radicalismo, el médico Rodolfo Martín Campero es sobrino del gobernador radical irigoyenista Miguel Mario Campero.
Rodolfo Martín Campero realizó sus estudios escolares en Tucumán, para luego seguir la carrera de medicina en la Universidad Nacional de Tucumán. Habiéndose graduado, realizó su especialización en cardiología, en cuyo campo recibió varias distinciones nacionales y extranjeras. Ingresó activamente a la política, militando en las filas del Radicalismo, en el año 1968 como dirigente estudiantil de la agrupación universitaria Franja Morada, siendo uno de los primeros representantes de la misma en la Universidad Nacional de Tucumán. Luego del golpe militar de 1976, se retiró a la vida privada, manteniéndose miembro activo en la Mesa tucumana de la Multipartidaria entre 1981 y 1983. 
Con el retorno de la democracia, y el triunfo electoral de la U.C.R. con Raúl Ricardo Alfonsín como candidato a presidente, en Tucumán los radicales triunfaron en el Municipio de San Miguel de Tucumán, pero fueron derrotados a nivel provincial por el Justicialismo que llevaba a Pedro Fernando Riera como candidato a gobernador. Durante la gestión de Rubén Chebaia como intendente, Rodolfo Martín Campero fue designado Secretario de Salud del municipio capitalino tucumano.

## Rector de la Universidad Nacional de Tucumán
Su carrera académica la cursó en el Instituto de Bioeléctronica de la UNT desde 1969, donde comenzó como Auxiliar de Investigación, en 1969, hasta llegar a Profesor Asociado a cargo de la dirección interina del citado Instituto en 1985 como profesor asociado. Publicó en numerosas revistas científicas de la Argentina y el extranjero que le valieron distinciones como el Premio Bulrrich, Medalla de Oro, de la Academia Nacional de Medicina en 1983. Ya rector, fue presidente del Consejo Interuniversitario Nacional y representante del CIN y la UNT en diversos países de Europa y América.[cita requerida] En 2020 recibió la plaqueta de"Egresado distinguido de la Facultad de Medicina de la UNT".
En 1984, al normalizarse institucionalmente la Universidad Nacional de Tucumán, las fuerzas estudiantiles y de profesores de la misma llevaron como candidato a Rector a Rodolfo Martín Campero. Durante su primer periodo  le correspondió reordenar institucionalmente la Universidad tucumana, llevar adelante el periodo de normalización de los cuerpos de gobierno universitarios, e investigar la represión llevada a cabo por la dictadura militar en sus claustros durante el Operativo Independencia hasta diciembre de 1983.  También, durante su rectorado, Campero Concetó la creación de la nueva Escuela de Agronomía y Zootécnia  de la UNT en 200 hectáeas de la Reserva Universitaria de San Javier,y gestionó Con Adalberto Aceñolaza la creación de la "Reserva de Flora y Fauna de la UNT". Ese año inauguró la apertura de la Carrera , laEscuela de Cinematogafía y En FACEt, con la conducción y construcción del Ing Mitre de Radio Universidad Tucumán, la primera radio de frecuencia modulada a cargo de una universidad en el norte argentino.  Sus gestiones le valió ser reelegido como Rector durante el periodo 1989-1994, periodo en el cual la Universidad atravesó un agudo cuadro de crisis presupuestaria como consecuencia de la hiperinflación, sucedida en el año 1989. 
En este periodo, la Universidad Nacional de Tucumán en que desarrolló La Escuela de Cinematografía, los yacimientos mineros de Agua de Dionisio, propiedad conjunta con Catamarca en Farallón Negro, localidad de Hualfín, que fueran descubiertos por científicos de la universidad tucumana encabezados por el DR Abel Peirano, se determinó que las regalías mineras provenientes de la explotación de los yacimientos mineros de Aguas de Dionisio y Bajo La Alumbrera comenzaron a brindar frutos por primera vez en 2004, Alumbrera es gestionada por una UTE entre YMAD y un consorcio extranjero constituido mediante licitación pública internacional.Por disposición de la ley 14771 las regalías y utilidades netas ingresadas a la sociedad estatal son distribuidas con regularidad desde el año 2005, entre la Provincia de Catamarca 60%, la Universidad Nacional de Tucumán 20% y las demás universidades estatales que conforman el Consejo Interuniversitario Nacional, quienes reciben el 20% restante.

## Actividad política
En 1993, Rodolfo Martín Campero fue elegido diputado nacional por la U.C.R., para luego ser proclamado candidato a gobernador de la Provincia en las elecciones generales del año 1995. Este acto electoral fue uno de los más disputados en la historia provincial: ante el posible triunfo de Antonio Domingo Bussi, los justicialistas y radicales redoblaron sus esfuerzos para evitar la llegada del bussismo al poder y evitar ser desplazados del escenario electoral. Pero los resultados favorecieron a Bussi, quedando Rodolfo Martín Campero en tercer lugar. En 1997 asumió como presidente del Comité Provincial de la U.C.R. y posteriormente vicepresidente de la Alianza para la provincia. En 1998 acompañó a Rodolfo, electo, a Terragno al frente del Comité Nacional de la U.C.R. como tesorero. Fue nuevamente candidato a gobernador por la Alianza en elecciones de 1999, sin éxito.
Durante la presidencia de Fernando De la Rúa, fue directivo del Banco de la Nación Argentina y luego interventor del ANSES. Con la llegada de Domingo Cavallo al Ministerio de Economía, e impulsar medidas restrictivas en ANSES, Rodolfo Martín Campero renunció, siendo luego candidato a senador en las elecciones legislativas de agosto de 2001. Estas elecciones fueron una contundente derrota para el gobierno de la Alianza, arrojando en Tucumán los resultados más bajos del Radicalismo en número de votos para un partido en el poder. 
Rodolfo Martín Campero se desempeñó como miembro del Directorio de la empresa "Aguas de Dionisio" hasta abril de 2012, su desempeño no ha estado libre de controversias, en razón de su reclamo a las actuales autoridades universitarias por el incumplido modo de utilización de los fondos remitidos por YMAD a la Universidad de Tucumán. 
En las Internas Abiertas y Obligatorias del 14 de agosto de 2011, compitió al frente de una lista interna de la U.C.R., denominada "José Ignacio García Hamilton", cuyo desempeño lo ubicaron en el tercer lugar de la lista opositora como candidato a diputado nacional por Tucumán. Sin embargo, el 30 de agosto de 2011, Rodolfo Martín Campero renunció alegando incompatibilidad moral con el primer candidato radical, Luis Sacca. 
También ha incursionado en literatura, además de medicina) y como historiador. Escribió la biografía del Coronel Juan José Feliciano Fernández Campero, " El Marqués de Yavi", cuya repatriación desde Jamaica  impulsó en numerosas oportunidades hasta la a la cátedral de Jujuy en 2011  donde  descansa. Su siguiente publicación fue el libro ensayo - literario"La India Petrona - Crónica de Hechicerias e Inquisiciones en el Viejo Tucumán". Algunas de sus obas se puedenubicar en ela Biblioteca del Senado de -identificador VIAF 21919432- 22 de agosto de 2015
Su libro “La casa de las cien puertas” relata en forma novelada hechos ciertos sobre Tucumán de mediados del siglo XX, basado en investigaciones del Dr Julio López Mañán y el Archivo Histórico de Tucuman, dirigido por Carlos Páez de la Torre. Sus últimas publicaciones son la novela "Los Pasos de Helena", en diciembre de 2015, Noticias útiles de Sudakia, novela en dura sátira política del momento, en junio de 2018 y Lire,Libro de cuentoscon Romina Benitez y otros. En 2021 publicó el libro de cuentos "La Bruja del acetato". Su última novela es de 2023:"La compulsución del doctor Héctor"· Actualmente Campero está retirado de la vida pública.
Rodolfo Martín Campero es tío del ex Intendebente de la Ciudad de Yerba Buena,Tucumán, como dirigente de la coalición "Juntos por el Cambio""UCR", Mariano Campero.